# Szczoby
Szczoby (838 m) – mało wybitne wzniesienie w Beskidzie Sądeckim w Paśmie Jaworzyny. Szczoby są odnogą Czertez (856 m) i wraz z nim znajdują się w bocznym grzbiecie tego pasma wznoszącym się nad miejscowością Szczawnik.  Wschodnie ich stoki opadają do głębokiej doliny potoku Szczawnik, północne i południowe do niewielkich dolinek dwóch jego dopływów.
Szczoby są niemal całkowicie zalesione, jedynie dolna część południowo-zachodnich stoków jest bezleśna. Wraz z  częścią stoków Czertez, Pustej Wielkiej, Liskowej i Jaworzynki są to wielkie i nadal wypasane pastwiska. W pobliskiej bacówce pod Szczobem w sezonie wypasowym sprzedawane są wyroby  z mleka owczego. Bacówka ta funkcjonowała nawet w najgorszym dla pasterstwa okresie, gdy na innych terenach z przyczyn ekonomicznych pasterstwa już zaniechano.  Zimą zaś funkcjonują tutaj dwa wyciągi narciarskie ze Szczawnika. Wraz z 6 wyciągami z Wierchomli Małej tworzą 8-wyciągową „Stację narciarską dwie doliny Muszyna – Wierchomla.

## Szlaki turystyczne
– żółty z Muszyny przez Szczawnik i Czertezy do kapliczki pod Jaworzynką. 3.20 h, ↓ 2.45 h